# Trubbig dvärgbågmossa
Trubbig dvärgbågmossa (Pseudoleskeella catenulata) är en bladmossart som beskrevs av Kindberg 1897. Enligt Catalogue of Life ingår Trubbig dvärgbågmossa i släktet dvärgbågmossor och familjen Leskeaceae, men enligt Dyntaxa är tillhörigheten istället släktet dvärgbågmossor och familjen Leskeaceae. Arten är reproducerande i Sverige. Inga underarter finns listade i Catalogue of Life.

## Bildgalleri

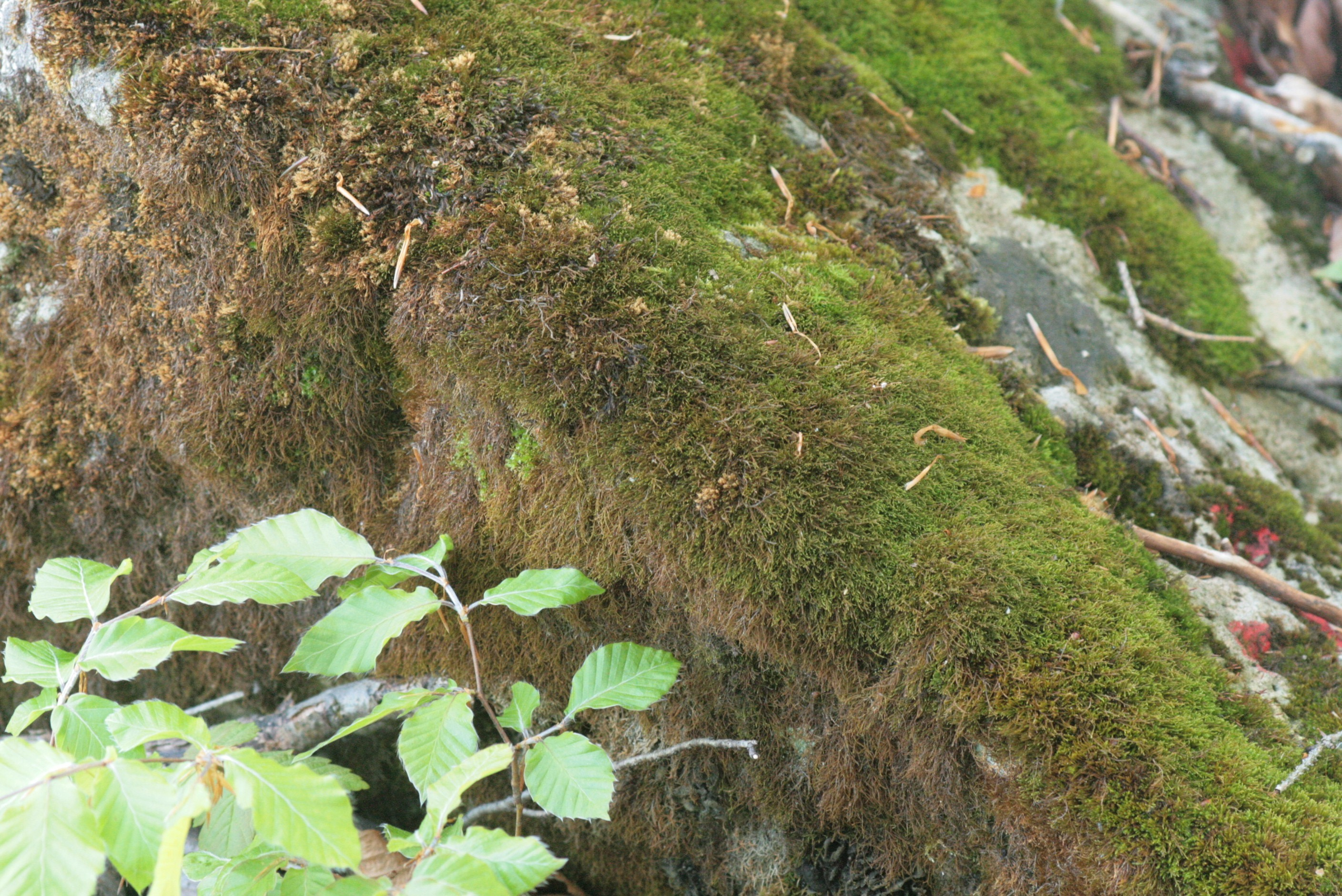
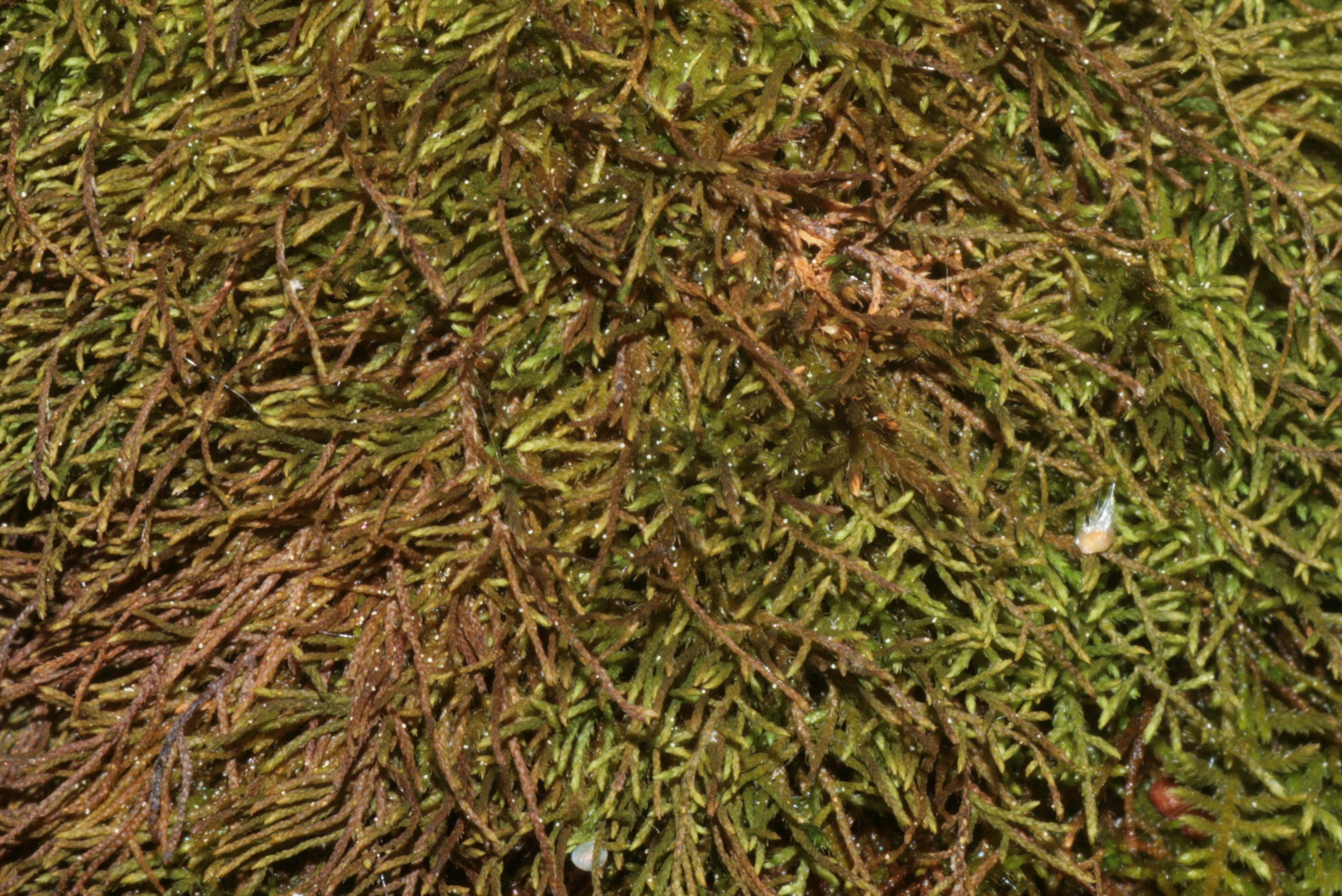
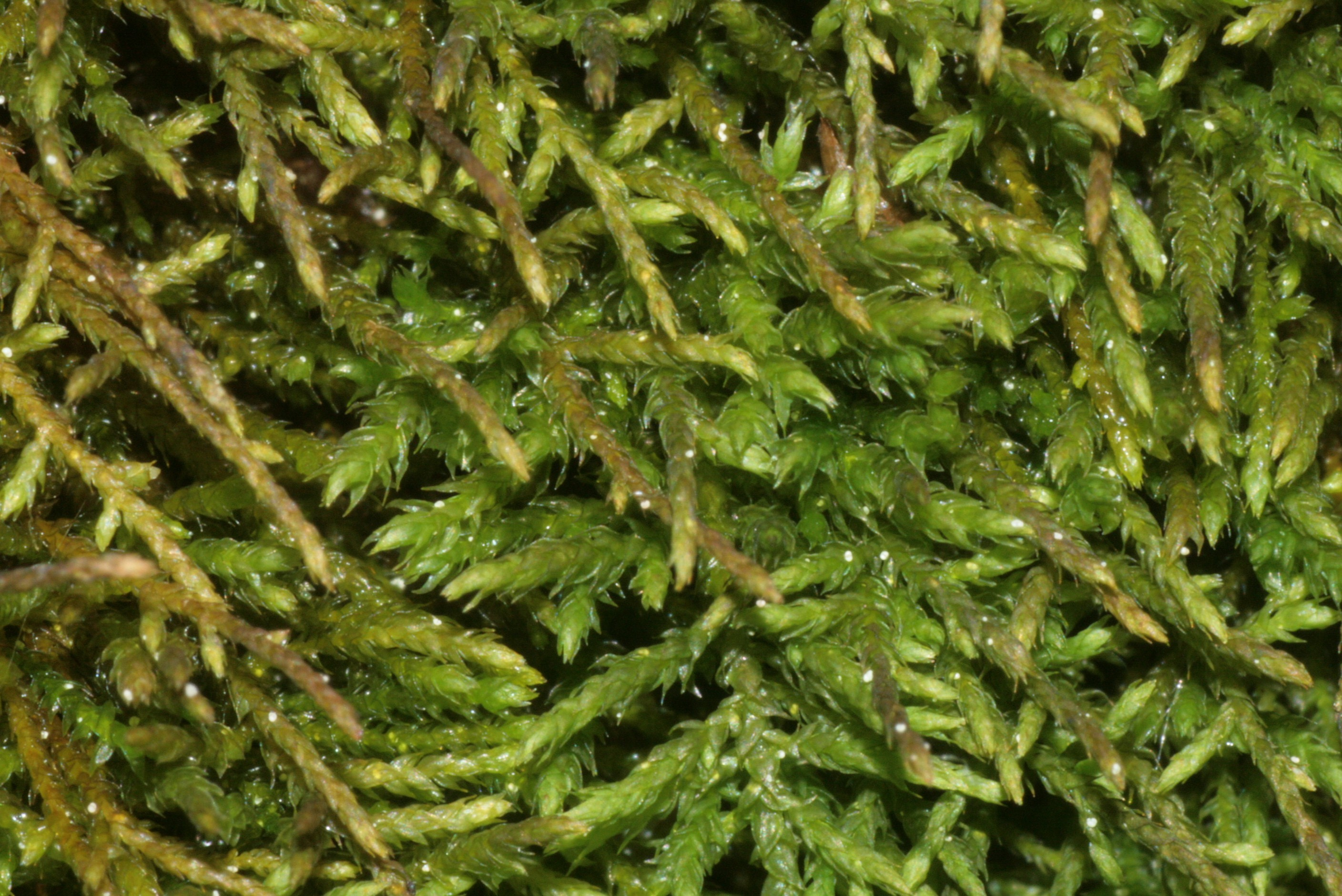
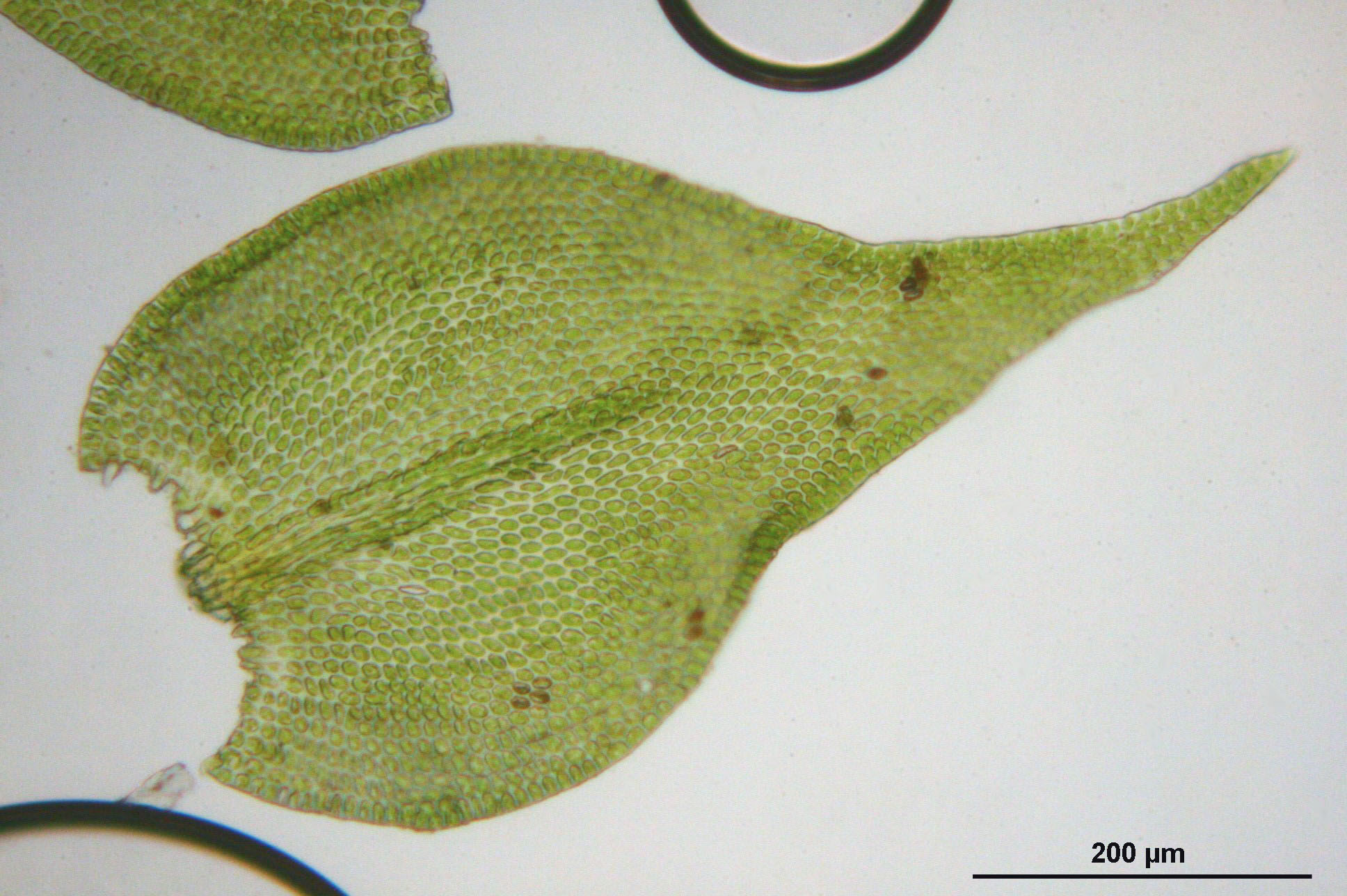
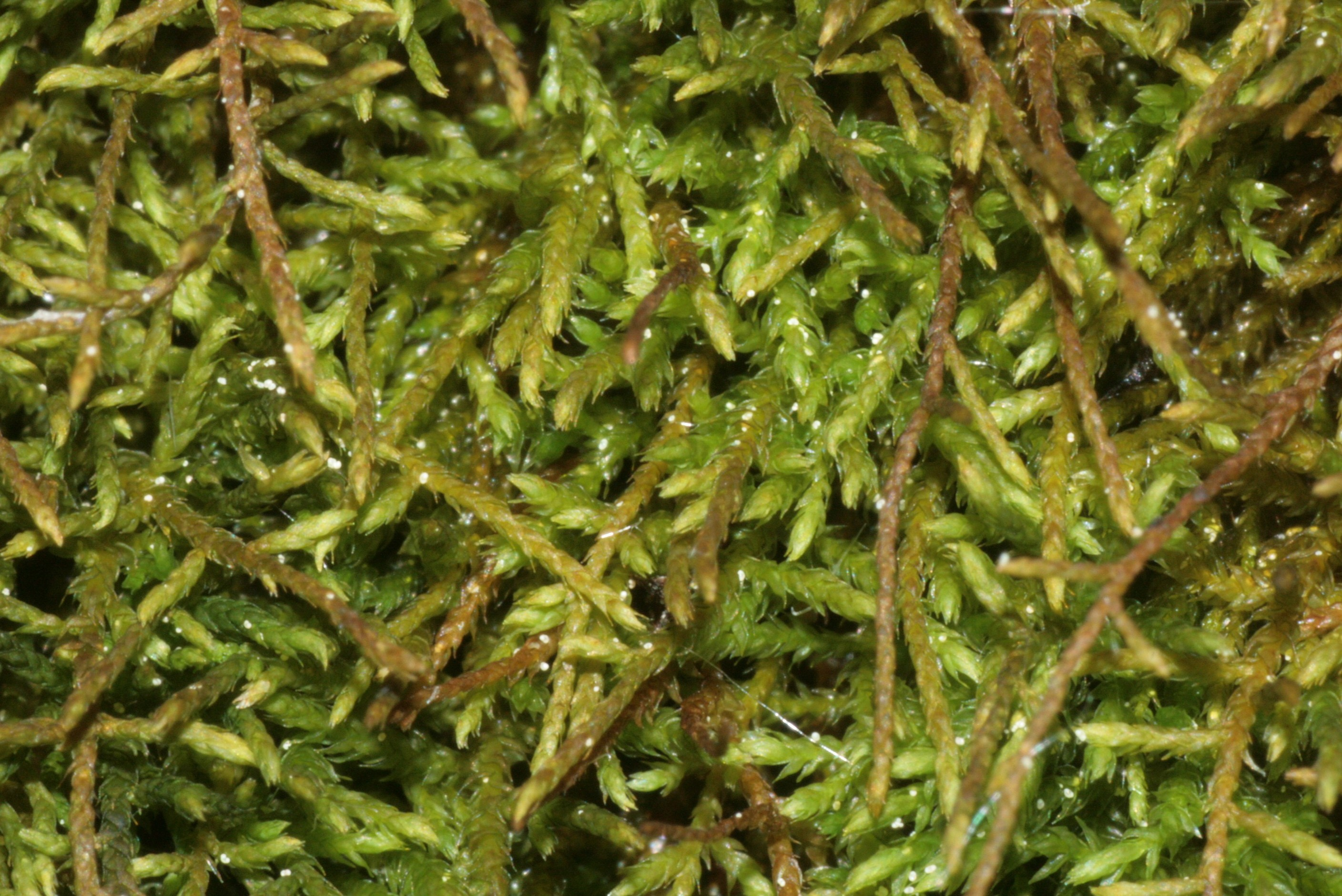
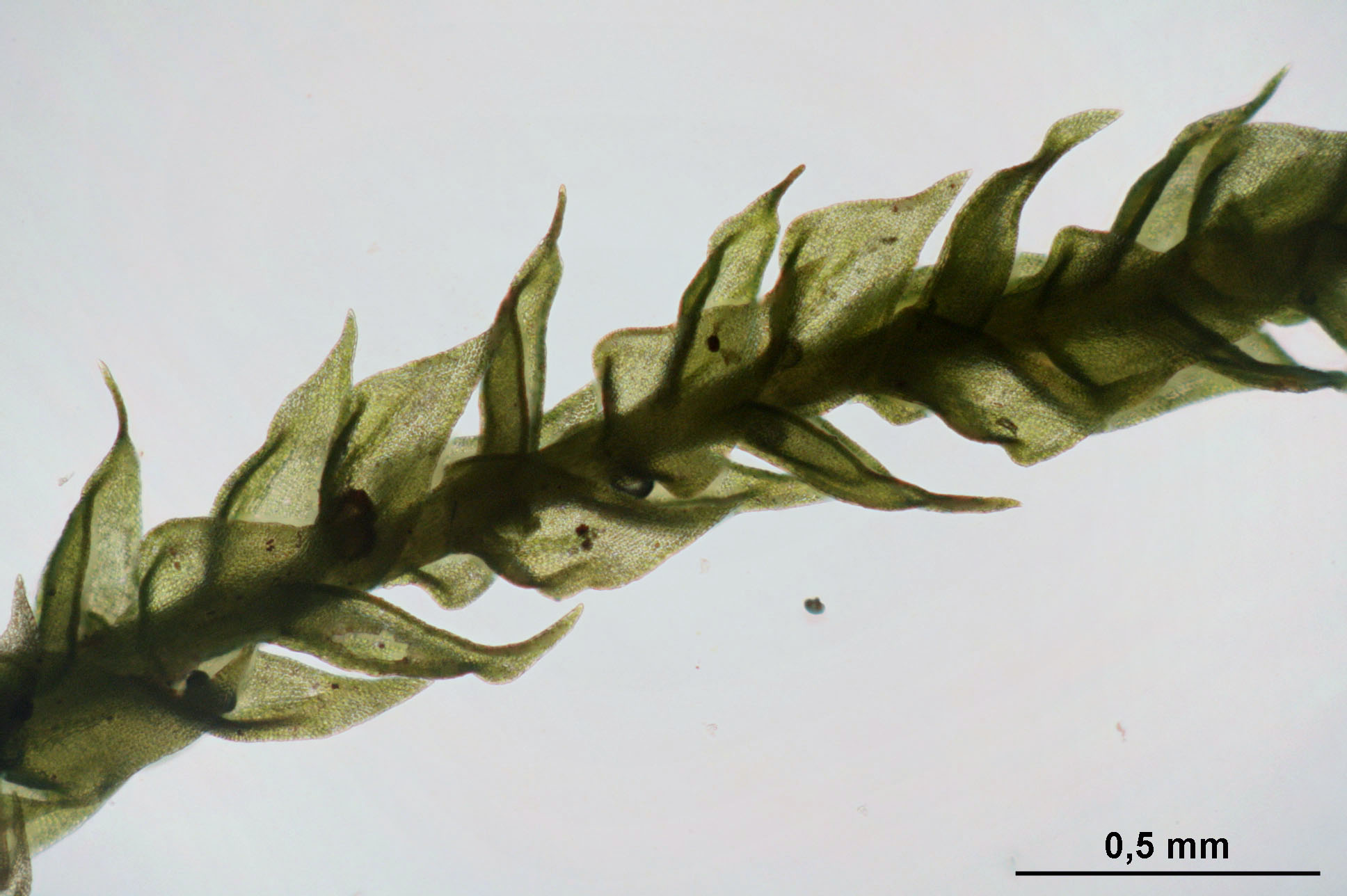